# 鈴木和宏
鈴木 和宏（すずき かずひろ、1951年9月4日 - ）は、日本の検察官、裁判官、弁護士。最高検察庁刑事部長、東京地方検察庁検事正、福岡高等検察庁検事長などを務めた。退官後、国際研修協力機構理事長を務めた。瑞宝重光章受章。

## 人物
北海道稚内市出身。1970年函館ラ・サール高等学校卒業。1974年一橋大学法学部卒業。日本弁護士会連合会会長菊地裕太郎、日本医師会会長中川俊男は高校の同期生。検察批判などで有名なジャーナリストの魚住昭や参議院議員の藤巻健史は大学前期クラスでの同級生。司法修習28期を経て、1976年東京地方検察庁検事。福島地方検察庁いわき支部、京都地方検察庁を経て、判検交流として東京地方裁判所で判事補や判事を務めた。
長年現場での捜査にあたり、東京地検特捜部、大阪地検特捜部、名古屋地検特捜部で企業事件を担当。
地下鉄サリン事件直後の1995年3月に東京地方検察庁検事に就任。刑事部の本部係でオウム真理教事件の主任検事として捜査を指揮し、宗教法人オウム真理教の代表麻原彰晃の起訴も行った。麻原が起訴されるまで一度もひげをそらなかったエピソードが知られている。1996年4月東京地方検察庁刑事部副部長。
1998年4月名古屋地方検察庁特捜部長に就任。2000年4月東京区検察庁上席検察官、2000年9月法務省法務総合研究所研修第一部長及び司法試験考査委員を経て、2002年10月から横浜地方検察庁次席検事を務めていたが、同地検の副検事が事件を放置していた不祥事が発覚し、2004年6月東京高等検察庁刑事部長に異動となる。
2005年8月宇都宮地方検察庁検事正、2006年12月最高検察庁公判部長、2007年7月東京高等検察庁次席検事を歴任し、2009年1月井内顯策の後任として最高検察庁刑事部長に就任。再審で無罪となった足利事件の検証にあたり、記者会見を開き捜査の誤りを謝罪した。
また小沢一郎民主党幹事長の政治資金問題の捜査については、起訴に消極的な態度を示していたと報じられていたが、特捜部の判断を尊重する旨の見解を示した。
2010年6月東京地方検察庁検事正に就任。2011年広島高等検察庁検事長、2012年福岡高等検察庁検事長。2014年退官、弁護士（第一東京弁護士会）、公益財団法人国際研修協力機構理事長。2015年ニトリホールディングス監査役、埼玉りそな銀行監査役、旭化成外部調査委員会委員長。2019年埼玉りそな銀行取締役。
2021年瑞宝重光章受章。池波正太郎の鬼平犯科帳シリーズやSF小説を読むことや散歩が趣味。